# کریس مالکوفسکی
کریس مالکوفسکی (انگلیسی: Chris Malachowsky؛ زادهٔ) یک دانشمند اهل ایالات متحده آمریکا است.